# Osutka wejmutki
Osutka wejmutki – choroba sosny wejmutki (Pinus strobus) wywołana przez mikroskopijnego grzyba Meloderma desmazieri.

## Objawy i szkodliwość
Meloderma despazieri pochodzi z Ameryki Północnej, do Europy została sprowadzona wraz z zainfekowanymi nią sosnami wejmutkami i obecnie jest w Europie szeroko rozprzestrzeniona. Na ogół jest raczej słabym patogenem, często tylko saprotrofem, ale w Danii zniszczyła dużą część lasów wejmutkowych. W Czechach osutka wejmutki powoduje największe szkody w miejscach wilgotniejszych, głównie na zboczach wąwozów i dolin.
Na zainfekowanych igłach sosny w jednym szeregu powstają liczne, czarne hysterotecja o długości dwukrotnie większej od szerokości. Zakażone igły już na początku lata brunatnieją i przedwcześnie opadają. Infekcja nie ogranicza się tylko do igieł, lecz rozprzestrzenia również na młode pędy, powodując ich obumarcie. Czasami porażone igły i pędy nie opadają całkowicie, pozostając z doskonale uformowanymi owocnikami patogenu na drzewie. Jeśli infekcja powtarza się przez kilka lat z rzędu, drzewo straci wszystkie igły i umrze. Szczególnie narażone na chorobę są młodniki rozwijające się w niesprzyjających warunkach siedliskowych.

## Ochrona
Podejmuje się tylko działania zapobiegawcze, mające na celu stworzenie lepszych warunków do rozwoju drzew.